# Lars Schmidt (Fußballspieler)
Lars Schmidt (* 13. September 1965) ist ein ehemaliger deutscher Fußballspieler und -trainer.

## Karriere
Schmidt spielte in den Jugendmannschaften der SG Rosenhöhe und Gemaa Tempelsee in Offenbach am Main. Als Aktiver der SpVgg Bad Homburg wurde er 1985 von Trainer Lothar Buchmann für den damals in der Zweiten Liga spielenden Karlsruher SC als Mittelfeld- und Abwehrspieler verpflichtet. In seiner ersten Saison kam er auf 33 Einsätze, in der folgenden Saison stieg der KSC in die Fußball-Bundesliga auf. Nach zehn Jahren und 265 Ligaspielen (davon 197 in der ersten Liga) verließ Schmidt den Verein und wechselte zum 1. FSV Mainz 05 in die Zweite Liga. Nachdem sein Heimatverein Kickers Offenbach 1999 aus der Regionalliga Süd aufgestiegen war, verpflichtete er Schmidt mit einer Option auf eine weitere Zusammenarbeit nach dessen Karriereende. Der Verein stieg nach einer Saison wieder ab, und Schmidt absolvierte noch einige Spiele in der Regionalliga Süd. 
In der Folge war Schmidt zeitweise als Trainer der ersten und der zweiten Mannschaft sowie der Jugend, und auch als Manager des Vereins tätig. Von 2005 bis 2010 war er Trainer von Kickers Obertshausen, daneben war er als sportlicher Leiter einer Fußballschule tätig. Zur Saison 2010/11 übernahm Schmidt die TGM SV Jügesheim in der Verbandsliga Hessen Süd, wurde mit der Mannschaft auf Anhieb Meister und stieg in die Hessenliga auf. Allerdings verzichteten die Jügesheimer nicht nur auf den Aufstieg in die Regionalliga, sondern zogen ihre Mannschaft aus finanziellen Gründen in die Gruppenliga zurück. Daher war Schmidt frei für andere Trainerbeschäftigungen. Ab der Saison 2014/15 war er Trainer bei der SG Rot-Weiss Frankfurt als Nachfolger von Benny Sachs, mit dem der Verein am letzten Spieltag den Aufstieg in die Hessenliga verpasst hatte. Im Mai 2015 wurde Schmidt entlassen. Von 2015 bis 2017 trainierte er die Sportfreunde Seligenstadt. Anfang 2018 wurde er Trainer des Verbandsligisten Viktoria Urberach. Zur Saison 2019/20 übernahm Schmidt den Hessenligisten SC Hessen Dreieich als Cheftrainer.
Seit Juli 2020 ist er erneut Cheftrainer der Sportfreunde Seligenstadt. In der Winterpause 2022 verließ Schmidt, auf eigenen Wunsch, die Sportfreunde Seligenstadt und übernahm den Trainerposten bei der SG Bad Soden in der Verbandsliga Nord.